# آندره ماری
آندره ماری (به فرانسوی: André Mary) نویسنده و منتقد ادبی قرن نوزدهم میلادی اهل فرانسه بود.